# Подводные лодки типа «Тенч»
Подводные лодки типа Тенч строились для ВМС США с 1944 по 1951 годы. По сути являлись эволюционным развитием подводных лодок типа «Гато» и «Балао». Увеличение водоизмещения на 35-40 тонн позволило значительно увеличить прочности и незначительно обитаемость внутренних отсеков. Дальнейшие усовершенствования начались на лодках, начиная с USS Corsair (SS-435), и иногда они выделяются в отдельный тип Корсар.
Первоначально было запланировано к постройке 146 штук, однако в 1944 и 1945 годах 115 были отменены по причине очевидности отсутствия необходимости в них для поражения Японии. Оставшиеся 31 были приняты на вооружение с октября 1944 года (USS Tench (SS-417)) по февраль 1951 года (USS Grenadier (SS-525)).
Субмарина USS Cutlass (SS-478) и субмарина типа «Балао» USS Tusk (SS-426) были переданы в 1973 году ВМС Тайваня как Hai Shih и Hai Pao (тип Hai Shih) соответственно. Ещё две лодки отошли к Италии как субмарины типа Джанфранко Газзана-Приарожжия (итал. Gianfranco Gazzana-Priaroggia). USS Argonaut (SS-475) была продана ВМС Канады в 1968 году, получила имя HMCS Rainbow (SS-75) и была снята с вооружения в 1974 году.
В 1971 году погибла пакистанская подводная лодка «Гази» (бывшая Diablo, в 1963 году арендованная Пакистаном).
Некоторые из лодок этого типа проходили модернизацию по программе GUPPY. Визуально отличались по уровню передней палубы и закругленному носу.

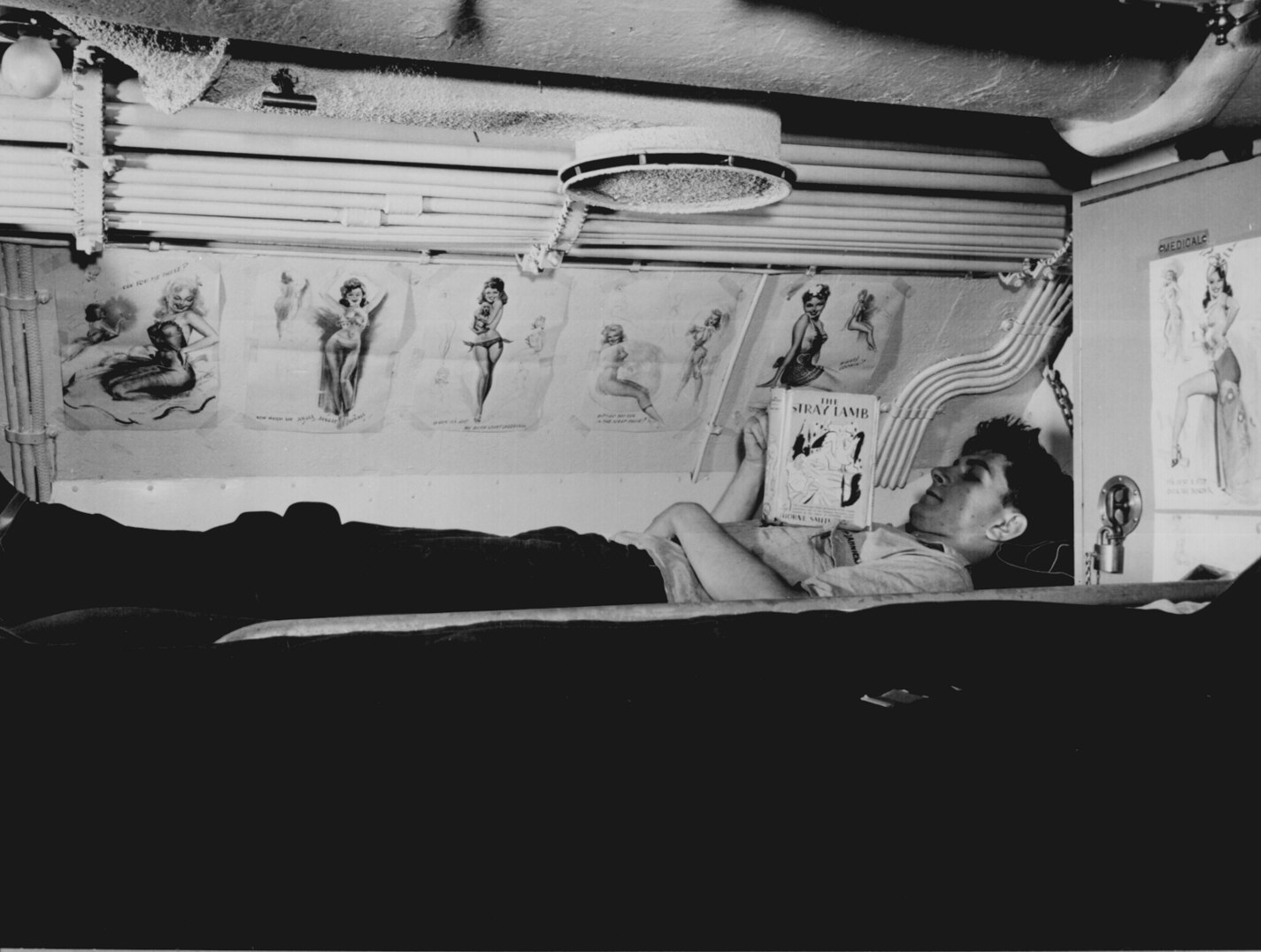
Моряк на своей койке, как это обычно было на лодках в военное время.

## Музеи
Три субмарины типа Тенч в данный момент открыты для посещения публикой.
- USS Requin (SS-481) в Carnegie Science Center[англ.] в Питтсбурге.
- USS Torsk (SS-423), пришвартована возле пирса номер три, Inner Harbor[англ.] города Балтимор, (возле National Aquarium in Baltimore).
- TCG Uluçalireis (S 338) (бывшая USS Thornback (SS-418)), в экспозиции музея Рахми М. Коча, Стамбул.